# 인도계 종교의 동물권
자이나교, 힌두교, 불교의 동물 권리 존중은 아힘사 교리에서 유래한다.
힌두교에서 동물은 인간과 마찬가지로 영혼을 담고 있다. 중생이 죽으면 인간으로 환생 할 수도 있고 동물로 환생할 수도 있다.
이러한 믿음으로 인해 많은 힌두교인들이 채식주의를 실천하게 되었고, 자이나교 교리는 아힘사 교리에 대한 엄격한 해석을 바탕으로 채식주의를 의무화했다. 대승 불교도 마찬가지로 채식주의를 실천하며 대승 불교는 동물 살해를 금지한다.

## 자이나교
인도의 거의 모든 자이나교 공동체에서는 부상 당하거나 버려진 동물을 돌보기 위해 동물 병원을 설립했다. 많은 자이나교 종교인들은 또한 도살장에서 동물을 구출한다.

## 힌두교
힌두교에서는 아트만을 형성하는 모든 생명체에 신의 일부가 존재한다고 가르친다. 따라서 동물에 대한 존경심과 존경심을 가르친다.
힌두교에서는 호랑이, 코끼리, 쥐, 특히 소를 비롯한 많은 동물을 숭배한다.
마하트마 간디는 모든 생명체에 대한 연민으로 유명하다. 그는 동물 실험과 동물 학대에 반대했다.

## 대승불교
대승불교는 "우리가 다른 사람 혹은 동물에게 고통을 가하지 않으면 우리 자신의 고통에서 벗어날 수 있다"고 가르친다. 대승 불교도들은 이를 위해 채식주의를 실천한다.
동물과 인간을 모두 영혼이 있는 존재로 보며, 결국 생명과 불살생계, 그 의미와 범위를 한정한다. 우선 윤리적, 도덕적 실천에 대한 불교의 가르침은 크게 계와 율의 두 가지로 나누어진다.
인과응보의 법칙이 지배하는 생명의 세계에서 그 준수와 위반 여부에 따라 미래나 내생의 행복과 불행이 결정되는 ‘이법(理法)으로서 지침’이 계라면, 계의 토대 위에서 승단을 운영하고자 제정된 ‘인위적 규범들’이 율이다. 거칠게 비교하면 계는 윤리(Ethics)에 해당하고 율은 법(Law)에 해당한다.
계를 어길 경우, 누가 보건 보지 않건 인과응보의 이치에 따라 자업자득의 과보를 받지만, 율을 어길 경우는 이에 덧붙여 승단의 처벌을 받거나 스스로 참회해야 한다. 계에서는 신(身), 구(口), 의(意) 삼업(三業)이 모두 문제가 되지만, 율에서는 타인에게 표출되는 신업과 구업만 문제로 삼는다. 초기 불전 곳곳에서 가르치는 오계와 십선계 등의 지침이 계에 해당하고, 《사분율》에 수록된 비구 250계나 비구니 348계의 구족계와 같은 규범이 율이다.
그런데 오계나 십선계에서는 살인을 포함하여 ‘살생하지 말 것’을 첫 계목으로 제시하고, 구족계에서는 ‘살인’을 승단 축출죄인 4바라이죄에 포함하고 있다. 이와 같이 불교 윤리에서는 다른 생명체의 목숨을 해치는 것을 가장 금기시하는데, 이런 불살생의 지침을 준수하려고 할 때 선행되어야 할 것은 ‘생명’이 무엇이고 ‘인간’, 혹은 '동물'이 무엇인지 그 의미와 범위를 확정하는 일일 것이다.

## 이외
- 이슬람의 동물
- 기독교 채식주의